# Cuno Hugo Rudolph

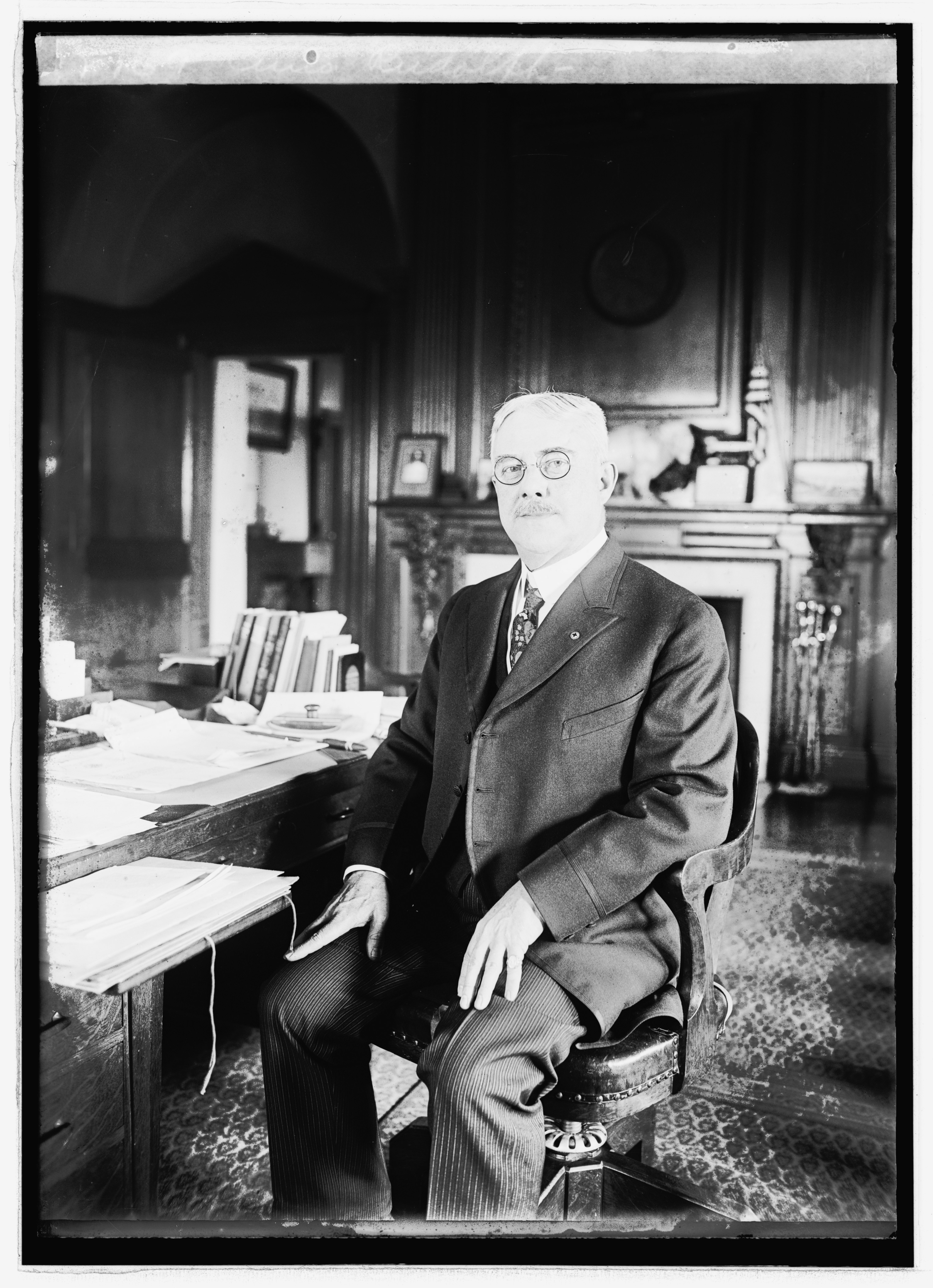
Cuno Hugo Rudolph (zwischen 1921 und 1922)

Cuno Hugo Rudolph (* 26. Juni 1860 in Baltimore, Maryland; † 1932) war ein US-amerikanischer Politiker. Zwischen 1910 und 1913 sowie nochmals von 1920 bis 1926 war er als Präsident des Board of Commissioners Bürgermeister der Bundeshauptstadt Washington, D.C.

## Werdegang
Cuno Rudolph besuchte private Schulen und absolvierte eine Handelsschule. Seit 1890 lebte er in Washington, wo er eine Eisenwarenfirma betrieb. Gleichzeitig schlug er als Mitglied der Republikanischen Partei eine politische Laufbahn ein. Zwischenzeitlich war er Finanzvorstand seiner Partei im District of Columbia. Er wurde Mitglied mehrerer städtischer Ausschüsse und Kommissionen. Außerdem stieg er in das Bankgewerbe ein und war zwischenzeitlich Vizepräsident der National Metropolitan Bank. Er organisierte sowohl die erste städtische Muttertagsfeier als auch die erste städtische Weihnachtsfeier. Während des Ersten Weltkrieges war er Schatzmeister (Fund Chashier) des Roten Kreuzes in Washington. Im Jahr 1919 leitete er die Finanzen des Organisationskomitees für die Willkommensfeier der heimkehrenden Soldaten. Er wurde zudem auch Präsident der Second National Bank. In den 1920er Jahren bekleidete er weitere lokale Ämter.
1910 wurde Rudolph Mitglied des aus drei Personen bestehenden Gremiums Board of Commissioners, das die Stadt Washington regierte. Innerhalb dieser Gruppe wurde er zum Vorsitzenden bestimmt. In dieser Eigenschaft übte er faktisch das Amt des Bürgermeisters aus, auch wenn dieser Titel zwischen 1871 und 1975 offiziell nicht benutzt wurde. Diesen Posten bekleidete er zwischen 1910 und 1913 sowie nochmals von 1920 bis 1926. Er starb im Jahr 1932. Weder das genaue Sterbedatum noch der Sterbeort sind überliefert.